# Борисово (Абзелиловский район)
Борисово (Борисовка) (баш. Борисов) — деревня в Абзелиловском районе Республики Башкортостан России, относится к Гусевскому сельсовету. 

## Население
| 1968 | 2002 | 2009 | 2010 |
| ---- | ---- | ---- | ---- |
| 77   | ↘50  | ↗66  | ↘60  |

Согласно переписи 2002 года, преобладающие национальности — русские (48 %), башкиры (46 %).

## Географическое положение
Расстояние до:
- районного центра (Аскарово): 24 км,
- центра сельсовета (Гусево): 3 км,
- ближайшей железнодорожной станции (Магнитогорск-Пассажирский): 43 км.